# Линтварьов Георгій Михайлович
Георгій Михайлович Линтварьов (1865—1941) — піаніст, земський діяч, депутат Державної думи І скликання від Харківської губернії.

## Родина
Походив з великої, прогресивно налаштованої, висококультурної дворянської родини Линтварьових. Батько, Михайло Павлович Линтварьов (1829—?), — колезький секретар, гласний Сумського повітового земства. Мати Олександра Василівна (бл. 1836—1909) ― дворянка, уроджена Розальйон-Сошальська, захоплювалася літературою, шанувала українську культуру. Брат Павло Михайлович (1861—1911) — член Сумської повітової земської управи, відрахований з Петербурзького університету за революційно-демократичні переконання. Мав трьох сестер: Зінаїда Михайлівна (1857—1891) та Олена Михайлівна (1859—1922) здобули медичну освіту, Наталія Михайлівна (1863—1943) була вчителькою, закінчила Бестужевські курси, відкрила народну школу, де вчила дітей українською мовою. Линтварьови були власниками садиби у мальовничому передмісті Сум — с. Лука. Наприкінці XIX — на початку XX ст. маєток Линтварьових був центром культурного життя, де гостювали відомі представників української та російської інтелігенції: А. П. Чехов з родиною, поет О. М. Плещеєв, художники В. Є. Маковський та К. В. Лебедєв, журналіст і видавець О. С. Суворін, літературознавець Н. О. Котляревський, історикиня О. Я. Єфименко, князь Д. О. Хілков та ін.

## Біографія

### Захоплення музикою
Георгій (Жорж) Линтварьов був талановитим музикантом, майстерно грав на роялі.
Після навчання у Харківському реальному училищі закінчив Харківське музичне училище. Вільний слухач Харківського університету. Навчався у Петербурзькій консерваторії, але у зв'язку з хворобою її не закінчив.
В садибі Линтварьових завжди панувала творча атмосфера, звучала музика. Георгій був палким шанувальником музики П. І.Чайковського, часто виконував його твори.
Особливо оживала садиба коли приїздили столичні гості. У музичній вітальні влаштовували камерні вечори за участю віолончеліста, студента Московської консерваторії Маріана Семашка, диригента й піаніста, засновника московського товариства любителів музичного і драматичного мистецтва Петра Шостаковського, флейтиста Олександра Іваненка, які музикували з Жоржем у дуетах. Для ансамблевого музикування спеціально замовляли ноти. Зокрема відомо, що О. Плещеєв надсилав з Москви Георгію Линтварьову твори обожнюваного ним П. І. Чайковського та композитора-віолончеліста К. Давидова.
До концертів у дворянському маєтку долучались і сумські музиканти. Дружні стосунки поєднували Георгія Линтварьова з відомим сумським піаністом, педагогом, громадським діячем Леонідом Кагадєєвим. Вони часто музикували в чотири руки.
На початку 1890-х років жив у Парижі та Женеві, займався музикою, слухав лекції у Сорбонні.

### Робота у земстві
- З 1895 року діловод одного з відділів Харківської губернської земської управи.
- З 1898 року гласний Харківських губернських та Сумських повітових земських зборів.
- З 1899 року член Харківської губернської земської управи. Займався статистикою.

Член правління Селянського поземельного банку від земства. Член ревізійної комісії губернського земства. Увійшов до «Союзу визволення» («Союз освобождения»). Учасник земських з'їздів 1904—1905. Член Конституційно-демократичної партії. Землевласник Сумського повіту Харківської губернії.

### Політична діяльність
26 березня 1906 р. обраний до Державної думи І скликання Харківськими губернськими виборчими зборами від загального складу виборців. Увійшов до Конституційно-демократичної фракції. Член продовольчої комісії. Підписав законопроєкт «Про громадянську рівність». Спільно з М. Д. Деларю та Й. О. Оранським виступив із заявою про перешкоди, які чинять у спілкуванні виборців зі своїми депутатами.
10 липня 1906 року у м. Виборзі підписав «Виборзьку відозву» і засуджений за ст. 129, ч. 1, п. п. 51 і 3 Кримінального Уложення, засуджений до 3 місяців в'язниці та позбавлений права балотуватися на будь-які виборні посади.

### Після революції
Після жовтня 1917 р. залишився в радянській Росії. 15 липня 1926 року, через два дні після арешту князя Павла Долгорукова, його також заарештовано (одночасно з іншим «виборжцем» В. М. Радаковим і депутатом 2-ї Думи М. М.  Познанським) і залучено до слідства у справі Долгорукова, але через 2 тижні звільнено.
Майже все майно родини Линтварьових, сімейну бібліотеку та архів було конфісковано. Незначну частину сімейних реліквій Георгію Михайловичу вдалося зберегти у родинному будинку по вул. Бельгійській у Сумах.
У 1920-х рр. Георгій Линтварьов працював сторожем, помічником електрика-радіотехніка на сумській радіостанції. Через переслідування мусив переїхати до Харкова, працював музикантом. За свідченням дочки Ксенії помер 1941 року (за іншою версією — 1943 року), похований у харківському передмісті.

### Особисте життя
Був двічі одружений: перша дружина — Наталія Дмитрівна Замятіна (?—?), друга — Ксенія (Оксана) Василівна Бекарюкова (1883—1969). Мав трьох дітей: сина Михайла від першого шлюбу (помер 1897 у віці 3-х місяців), сина Георгія (?—?) та доньку Ксенію (1908―2008) від другого. Донька Ксенія Георгіївна (Оксана Юріївна) емігрувала 1943 року до Західної Європи, жила в Німеччині та Бельгії, 1948 року разом зі своїм четвертим чоловіком, відомим українським громадсько-політичним діячем Левком Євгеновичем Чикаленком (1888—1965) переїхала до США. Працювала машиністкою, референтом і перекладачем в ООН, у різних українських громадських організаціях. Мала трьох синів та доньку. Разом з донькою Мар'яною та онуками приїжджала в Україну, відвідала родинний маєток Линтварьових на Луці.

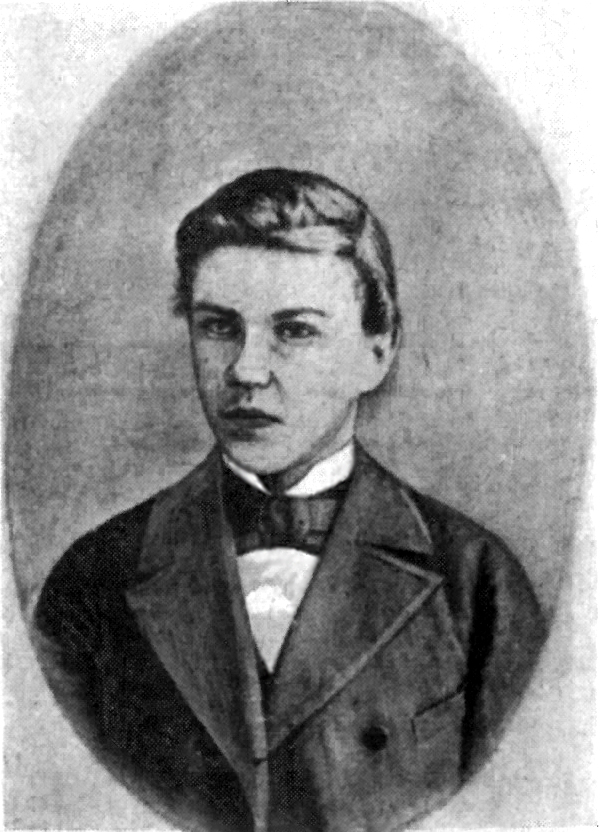
Георгій Михайлович Линтварьов

## Знайомство з А.П.Чеховим
Антон Павлович Чехов провів у маєтку Линтварьових на Луці три літа — 1888, 1889 та 1894 років, мешкав у західному дерев'яному флігелі (нині — Будинок-музей А. П. Чехова в Сумах). Влітку 1889 року передчасно помер і похований на Лучанському цвинтарі брат Чехова, художник Микола Павлович Чехов (1858—1889).
З Георгієм Линтварьовим письменник познайомився 1888 року. У листі (травень 1888) Чехов, перераховуючи імена мешканців маєтку, пише про нього: «Жорж, який чудово грає на роялі, добродушний хлопець».
Восени того ж року Линтварьов з'являється у Санкт-Петербурзі, де Чехов намагається допомогти влаштувати його долю. Він пише сестрі Георгія О. М. Линтварьовій: «Два слова про Вашого піаніста; якщо він у Пітері займеться справою, то з нього вийде великий толк» :45
13 листопада 1888 р. Чехов запитує у О. М. Плещеєва: «Де Жорж Линтварьов? Що він робить?» :68. Потім знову О. М. Линтварьовій (23.11.1888): «Плещеєв пише, що Ваш композитор працює» :76. У наступному листі О. М. Линтварьовій (кінець грудня 1888): «У Пітері я багаторазово бачився з Вашим братом […]. Живеться йому не нудно. він працює. Говорив я про нього з композитором Чайковським. Останній хоче познайомитися з ним і, мабуть, вже познайомився» :117. Чи відбулося це знайомство, невідомо, тому що Плещеєв пізніше писав Чехову: «Запропонував йому їхати до Рубінштейна, але він не хоче, чогось боїться» :334.
Згодом ставлення Чехова змінилося на радше іронічне. Він кличе його «Жоржинька», «великий піаніст» :90, «композитор» :223 і т. ін., «У Петербурзі ледарює Жорж Линтварьов» (лист М. П. Чеховій від 14 січня 1890) :9. «Жоржик не має певних планів і, ймовірно, залишиться на зиму вдома. У цьому юнаку я можу зрозуміти тільки те, що він любить музику, безперечно талановита і хороша, добра людина. В іншому ж я його не розумію. На що він вживе свою енергію та кохання, невідомо. Може витратити все на пориви, на окремі спалахи і цим обмежиться» :239. Але не лише незібраність і відсутність ясної мети в житті насторожували в Линтварьові, занепокоєння Чехова пов'язане і з тим, що в Георгія Линтварьова була закохана молодша улюблена сестра письменника, Марія Павлівна.